# Who’s That Chick?
A Who’s That Chick? egy szám David Guetta francia lemezlovastól, Rihanna barbadosi énekesnő közreműködésével. 2010. november 22-én jelent meg Guetta remixalbumának, a One More Love-nak kislemezeként.

## Háttér
2010 elején David Guetta bemutatott egy előzetest a dalból egy francia rádióban, de nem mondott részleteket a számról. Később kiderült, hogy a szám a One Love kibővített változatán, a One More Love-on kap helyet, több más számmal együtt.

## Videóklip
Több változatot forgattak a számhoz, nappali és éjszakai verziót is. Mindkettő 2010 október 15-én jelent meg. A nappali változat már szeptemberben kiszivárgott. Mindkét változatot Jonas Åkerlund rendezte.

## Elért helyezések
| Slágerlista (2010-11)                | Legjobb helyezés |
| ------------------------------------ | ---------------- |
| Csehország (IFPI)                    | 11               |
| Dánia (Tracklisten)                  | 26               |
| Finnország (Suomen virallinen lista) | 5                |
| Hollandia (Mega Single Top 100)      | 6                |
| Írország (IRMA)                      | 4                |
| Magyarország (MAHASZ)                | 18               |
| Skócia (The Official Charts Company) | 4                |
| Szlovákia (IFPI)                     | 1                |
| Svédország (Sverigetopplistan)       | 14               |

## Megjelenési dátumok
| Ország             | Dátum              | Formátum           |
| ------------------ | ------------------ | ------------------ |
| Ausztrália         | 2010. november 22. | Digitális letöltés |
| Belgium            | 2010. november 22. | Digitális letöltés |
| Dánia              | 2010. november 22. | Digitális letöltés |
| Egyesült Államok   | 2010. november 22. | Digitális letöltés |
| Finnország         | 2010. november 22. | Digitális letöltés |
| Franciaország      | 2010. november 22. | Digitális letöltés |
| Hollandia          | 2010. november 22. | Digitális letöltés |
| Németország        | 2010. november 22. | Digitális letöltés |
| Olaszország        | 2010. november 22. | Digitális letöltés |
| Spanyolország      | 2010. november 22. | Digitális letöltés |
| Svédország         | 2010. november 22. | Digitális letöltés |
| Németország        | 2010. november 26. | CD kislemez        |
| Egyesült Királyság | 2010. november 28. | Digitális letöltés |